# Коройко
Коройко (исп. Coroico) — город на западе Боливии, в департаменте Ла-Пас, административный центр провинции Северный Юнгас (c 1899 года). Основан в XVIII веке. Население около 25 тыс. человек.